# Morfologia distribuída

Morfologia distribuída (MD), do termo em inglês Distributed Morphology (DM), é um modelo teórico dentro da Teoria Gerativa (também conhecida como Gramática gerativa) apresentado em 1993 por Morris Halle e Alec Marantz no artigo Distributed Morphology and the Pieces of Inflection. Esse modelo apresenta uma nova arquitetura da gramática em que palavras e sentenças são formadas pelos mesmos mecanismos sintáticos, sem um léxico prévio à sintaxe, o que faz da sintaxe o único componente gerativo do sistema.

## Visão Geral
A principal assunção da Morfologia Distribuída é que um único mecanismo sintático é capaz de formar tanto palavras quanto sentenças complexas, o que elimina a distinção entre morfologia e sintaxe no processo da derivação. Não existe mais um Léxico, no seu sentido tradicional dentro da Teoria Gerativa, que fornece as palavras já em sua forma final para a sintaxe. As palavras são formadas através de traços abstratos que sofrem operações sintáticas como Merge e Move_α (traduzidas em português como concatenar e mover, as mesmas operações do Programa Minimalista), gerando unidades lexicais que sofrem as mesmas operações, gerando, por sua vez, sentenças. Ao se tratar de traços, assim como na Fonologia Gerativa Padrão (SPE), abre-se a oportunidade de se trabalhar com classes naturais formadas por itens que portam configurações matriciais de traços semelhantes (não sendo necessário, obviamente, que todo os traços sejam marcados igualmente). É dizer, uma regra que afeta um item com uma dada marcação α de um dado traço atingirá, a princípio, todo o conjunto de itens com mesma marcação. Ademais, é válido dizer que algumas tentativas de organização hierárquica dos traços, assim como proposto pela Geometria de Traços, tem sido feitas.

### Listas
A morfologia é distribuída, pois a morfologia de uma sentença é o produto de operações distribuídas em vários passos dentro dos diferentes módulos (chamados de listas dentro do modelo). A vantagem de se atribuir listas a cada módulo é que se pode dar conta de fenômenos de variações entre os falantes por meio da descrição de quais entradas (itens) são diferentes em suas listas, ou, até mesmo, de quais entradas estão ausentes em listas de um falante ou comunidade linguística e presente em outras. São três listas que comportam as informações para gerar um vocábulo:
(i) Léxico ou Lista Formativa (Lexicon or Formative List): pode ser vista como um léxico reduzido por conter raízes e traços morfossintáticos abstratos (número, pessoa, tempo entre outros) sem conteúdo fonológico (há discussão quanto ao conteúdo fonológico nas raízes).
(ii) Itens de Vocabulário (Vocabulary Itens): armazena os itens ou peças vocabulares como sufixos, prefixos, concordância e é responsável pelas regras que associam os expoentes fonológicos à especificação de seu contexto de inserção (de acordo com os traços exigidos por aquele contexto).
(iii) Lista Enciclopédica (Encyclopedia) - abriga o conhecimento extralinguístico contendo as entradas enciclopédicas que relacionam os itens de vocabulário já estabelecidos nos passos anteriores ao significado.

### Derivação
Dentro do modelo da MD, a derivação ocorre em fases. O modelo de derivação em Y do Programa Minimalista é preservado na MD e a derivação se dá da seguinte maneira:
(i)  Primeiramente entram na derivação um subgrupo de traços morfossintáticos (f-morphemes – functional morphemes), interpretáveis ou não, e uma raiz categoricamente neutra (√s, l-morphemes – lexical morphemes) devidamente agrupados em uma numeração, como sugerem Harley & Noyer, 1999 (e.g. √GAT para a raiz que irá formar gato ou gata durante a derivação, mas que nesse ponto só carrega o seu índice do léxico). Os traços morfossintáticos inseridos na derivação especificam algumas relações que se dão através das operações de ‘’Merge’’, Move'’ e Agree.
Como a derivação se dá por fases, cada fase ‘merge’ (concatena) um novo traço à estrutura formada anteriormente iniciando-se pela concatenação da raiz categoricamente neutra com um categorizador (N-, A-, V-) que a transformará na categoria específica desejada (no caso de √GAT, a categoria N-). A cada fase novas operações vão ocorrendo para sanar as especificações dos traços selecionados do Léxico, como [+/- singular], [+/- feminino], por exemplo. Quando todas as especificidades dos traços da numeração foram satisfeitas, a derivação está completa e recebe os itens de vocabulário via Inserção Lexical tardia no ponto de spell-out (processo de inserção do conteúdo fonológico), seguindo, a partir dali, a divisão tradicional em Forma Lógica (Logical Form, LF) e Forma Fonética (Phonetic Form, PF) do modelo de derivação em Y.
(ii) Em LF, é ativada a Lista Enciclopédica que atribuirá o significado para os nódulos terminais. Há dois tipos de leitura que o módulo semântico realiza. A primeira delas é a leitura arbitrária dada à junção da raiz com o seu primeiro traço categorizador. A segunda leitura acerca dos outros categorizadores concatenamos acima do primeiro se dá composicionalmente como explica Lemle 2005: “com a conexão da leitura idiossincrática proveniente da Enciclopédia com as leituras dadas na Forma Lógica, fase a fase, se realiza a integração entre a informação idiossincrática dada pela Enciclopédia e a interpretação regular com que a Forma Lógica lê a cadeia sintática”.
(iii) Finalizadas todas as operações sintáticas, mas antes que os nódulos terminais recebam qualquer tipo de informação fonológica, algumas operações morfológicas (ver abaixo) podem ocorrer.
(iv) Finalizadas as operações morfológicas, o conteúdo ou informação fonológica é atribuído aos nódulos terminais. Essa atribuição se dá através de uma “competição” entre os elementos fonológicos na busca por aquele que combine com todos os traços, ou com a maioria dos traços, que o nódulo terminal exige, i.e., o item fonológico mais especificado para aquele nódulo terminal de acordo com o Princípio do Subconjunto (Subset Principle) de Halle 1997.

### Operações Morfológicas
O modelo da MD reconhece algumas operações morfologicamente específicas que ocorrem após as operações sintáticas de ‘’Merge’’, ‘’Move’’ and ‘’Agree’’. Não há consenso sobre a ordem temporal de aplicação dessas operações morfológicas paralelas à Inserção Lexical, mas é comumente aceito que algumas delas ocorrem antes e outras ocorrem já no item vocabular, isso é, após a Inserção Lexical. Abaixo listamos algumas das mais importantes operações morfológicas, para saber mais consultar Halle & Marantz (1993, 1994), Harley & Noyer (1999), Embick & Noyer (2006).
(i) Adição/Inserção  de Morfemas - permite que morfemas possam ser inseridos na estrutura morfológica da gramática, a fim de satisfazer condições de boa- formação universais e/ou de língua particular.
(ii) Fusão – União em um só nódulo terminal dos traços de diferentes nódulos antes da Inserção Lexical, o que afeta a correspondência entre peças na sintaxe e na fonologia.
(iii) Fissão – Separação de um dado nódulo terminal numa seqüência de dois nódulos terminais antes da Inserção Lexical. Esta operação também afeta a correspondência entre peças na sintaxe e na fonologia.
(iv) Empobrecimento - Essa operação apaga traços morfossintáticos nos nódulos terminais antes da Inserção Lexical, para permitir que itens menos especificados possam ganhar a competição e ser inseridos e/ou para que determinados Itens de Vocabulário sejam descartados da competição.

### Marcação
Os traços que compõem a matriz de cada morfema são binários, isto é, especificados como “+” ou “–“, sendo “-“ a negação lógica da definição de um dado traço. Embora os valores só variem entre esses polos, estudos vêm trazendo evidências de que os valores de um traço não são tratados da mesma forma pela gramática. O mesmo pode ser dito da presença de um traço, isto é, às vezes, não é só o valor do traço, mas o traço em si que é tratado de forma diferente pela gramática. É como se a gramática trabalhasse com valores default para alguns traços ou – estendendo - para matrizes de traços, sendo chamados de “marcados” os valores contrários a estes. Várias propostas dentro da Teoria de Marcação indicam maneiras de averiguar qual é o valor de traço, ou traço, que é marcado. Geralmente, atribui-se ao traço marcado a característica de ser menos presente nas línguas e ser substituídos por traços default em processos morfológicos.
Em processos derivacionais, quando há a presença de muitos itens marcados, pode ocorrer uma "sobrecarga" de marcação (Markedness Overload), sendo uma das soluções para esta situação, um apagamento dos traços ou de um conjunto de traços. A essa operação de apagamento de traços damos o nome de empobrecimento  (ver Operações morfológicas).

## Outras Referências
Arregi, Karlos; Andrew Nevins (2007). «Obliteration vs. Impoverishment in the Basque g-/z- Constraint». Proceedings of the 26th Penn Linguistics Colloquium, Penn Working Papers in Linguistics. 13 (1): 1–14
Arregi, Karlos, & Andrew Nevins. (2012). Morphotactics: Basque auxiliaries and the structure of spellout. Vol. 86. Dordrecht: Springer. 
Bobaljik, Jonathan David (2012). Universals In Comparative Morphology: Suppletion, Superlatives, and the Structure of Words. Cambridge, MA: MIT Press 
Bonet, Eulàlia (1991). Morphology after Syntax: Pronominal Clitics in Romance. [S.l.]: PhD dissertation, MIT. Distributed by MIT Working Papers in Linguistics
Bonet, Eulàlia, & Daniel Harbour. (2012). Contextual allomorphy. In J. Trommer (ed.), The handbook of exponence :195–235. Oxford: Oxford University Press.
Chomsky, Noam. (2000). Minimalist inquiries: the framework. In R. Martin, D. Michaels, & J. Uriagereka (eds.), Step by step: essays on minimalist syntax in honor of Howard Lasnik , 89–155. Cambridge: MIT Press.
Chomsky, Noam. (2001). Beyond Explanatory Adequacy. In "MIT Occasional Papers in Linguistics 20, 1–28. Cambridge: MITWPL.
Di Sciullo, Anna-Maria & Edwin Williams. (1987). On the definition of a word. "Linguistic Inquiry Monograph, 14."
Distributed Morphology FAQ: 
Embick, David. (2000). Features, syntax, and categories in the Latin perfect. Linguistic Inquiry, 31(2), 185-230.
Embick, David. (2010). Localism versus globalism in morphology and phonology. Vol. 60. Cambridge, MA: The MIT Press. 
Embick, David & Alec Marantz (2008). Architecture and blocking. Linguistic Inquiry (39)1, 1-53.
Embick, David, & Rolf Noyer. (2001). Movement operations after syntax. Linguistic Inquiry, 32(4), 555-595.
Embick, David; Noyer, Rolf (2007), «Distributed Morphology and the Syntax/Morphology Interface», Oxford, UK: Oxford University Press, The Oxford Handbook of Linguistic Interfaces: 289–324
Halle, Morris. (1997). Distributed Morphology: Impoverishment and Fission. In MIT Working Papers in Linguistics 30: PF: Papers at the Interface, eds. Benjamin Bruening, Yoonjung Kang, and Martha McGinnis, 425–450. Also in J. Lecarme,  J. Lowenstein,  U. Shlonsky,  eds. 2000. Research in Afroasiatic Grammar: Papers from the Third Conference on Afroasiatic Languages, Sophia Antipolis France, 1996. John Benjamins Publishing Co. Amsterdam/Philadelphia, 125–151.
Halle, Morris; Marantz, Alec (1993), «Distributed Morphology and the Pieces of Inflection», Cambridge, MA: MIT Press, The View from Building 20: 111–176
Halle, Morris; Marantz, Alec (1994), «Some Key Features of Distributed Morphology», Cambridge, MA: MIT Working Papers in Linguistics, Papers on Phonology and Morphology, MITWPL 21: 275–288
Harley, Heidi. (2005). How do verbs get their names? Denominal verbs, manner incorporation, and the ontology of verb roots in English. In N. Erteschik-Shir & T. Rapoport (eds.), 'The syntax of aspect: Deriving thematic and aspectual interpretation: 42-64. New York: Oxford University Press.
Harley, Heidi; Noyer, Rolf (1998), «Licensing in the non-lexicalist lexicon: nominalizations, vocabulary items and the Encyclopedia», MIT Working Papers in Linguistics, 32 (4): 119–137
Harley, Heidi; Noyer, Rolf (1999), «State-of-the-Article: Distributed Morphology», GLOT International, 4 (4): 3–9
Kramer, Ruth. (2010). The Amharic definite marker and the syntax–morphology interface. Syntax, 13(3), 196-240.
Levinson, Lisa. (2010). Arguments for pseudo-resultative predicates. Natural Language and Linguistic Theory 28(1), 135-182.
Lieber, Rochelle. (1980). "On the organization of the lexicon." Ph.D. Dissertation. Massachusetts Institute of Technology.
Lomashvili, Leila, & Heidi Harley. (2011). Phases and templates in Georgian agreement. Studia Linguistica, 65(3), 233-267.
Marantz, Alec (1997), «No Escape From Syntax: Don't Try Morphological Analysis in the Privacy of Your Own Lexicon», Philadelphia, Pennsylvania: Upenn Department of Linguistics, University of Pennsylvania Working Papers in Linguistics
Marantz, Alec. (2013). Verbal argument structure: Events and participants. Lingua 130, 152-168.
Marvin, Tatjana. (2002). "Topics in the stress and syntax of words". Ph.D. dissertation. Massachusetts Institute of Technology.
McGinnis, Martha. (2013). Agree and Fission in Georgian Plurals. In Ora Matushansky & Alec Marantz (eds.), Distributed Morphology Today :39-58. Cambridge, MA: MIT Press.
McGinnis, Martha. (to appear). Distributed Morphology. In Hippisley, Andrew & Gregory T. Stump (eds.) "The Cambridge Handbook of Morphology". Cambridge: Cambridge University Press.
Newell, Heather. (2008). "Aspects of the morphology and phonology of phases". Ph.D. dissertation.  McGill University.
Noyer, Rolf. (1992). "Features, positions and affixes in autonomous morphological structure". Ph.D. dissertation. Massachusetts Institute of Technology.
Pfau, Roland. (2000). "Features and categories in language production". Ph.D. dissertation. Johann Wolfgang Goethe-Universität.
Samuels, Bridget D. (2009). "The structure of phonological theory". Ph.D. dissertation. Harvard University.
Selkirk, Elizabeth. (1982). "The syntax of words." Cambridge, MA: MIT Press.
Siddiqi, Daniel. (2009). Syntax within the word: economy, allomorphy, and argument selection in Distributed Morphology (Vol. 138). Amsterdam, The Netherlands: John Benjamins
Publishing.
Williams, Edwin. (1981). On the notions "Lexically related" and "Head of a word". Linguistic Inquiry, (12)2, 245-274.